# 淺田春
淺田春（日语：／ Asada Haru；1882年—1902年），日本靜岡縣駿東郡清水町人。孫中山日本妾侍:210-211。是孫流亡日本时所納的妾，懂中文及英文。

## 生平
1897年（明治三十年）8月16日，孫從英國取道加拿大到達日本橫濱，橫濱華僑溫炳臣（時為孫中山翻譯）有一名15歲女僕淺田春，曾上小學、中學，又上私立英文學校:612。快要畢業時，父親突然去世，被迫出來做工，成為溫炳臣小女傭:612。孫到來後，溫炳臣讓她照顧孫:612。日本當局也讓她隨時報告孫之行止:612-613。日本警察用淺田春配合監視孫，她向孫道明原委後，約1901年以患病為由回到靜岡老家，與孫失去聯繫:389。
淺田春1902年夏過世時，孙中山頗為傷心。

## 註解
1. ↑  蕭若元說、劉文慧統籌、Jo Cheung撰稿及編輯、非資料搜集. . 香港: Hong Kong New Media. 2015. ISBN 978-988-14176-8-8.
2. ↑  陳錫祺.  第1卷. 中國: 中华书局. 1991. ISBN 9787101006858 （中文（中国大陆））.
3. ↑  李吉奎. . 中國: 广东人民出版社. 1996. ISBN 9787218022437 （中文（中国大陆））.
4. ↑  《辛亥革命史資料新編》第六卷翻譯自日本外務省檔案：「明治33年9月21日，兵庫縣知事向外務大臣報告，『孫逸仙（三十四歲）與跟隨者溫炳臣（三十八歲）及淺田春（十八歲，孫逸仙之妾）於昨（二十）日下午六時三十分自橫濱乘坐開往神戶方向的火車，途徑西京來神奈川，是日宿市內相生町三丁目加藤的旅館。』」、「9月22日，兵庫縣知事報告稱，『今日傍晚孫陪同其妾淺田春赴相生座觀戲，不久返回住地，用罷晚餐復又觀戲，除此之外再不曾外出，亦無他人造訪。』」、「明治34年7月2日，兵庫縣知事報告稱，『孫逸仙與其妾淺田春一起，於昨（一）日上午十一時十四分分乘列車自橫濱抵達神戶，宿於榮町三丁目西村旅館。』孫中山化名中山二郎。」、「明治35年7月9日，兵庫縣縣知事報告稱，『據宮崎所言，孫逸仙因近日其妾去世頗為憂鬱······。』
5. ↑  《孫文的女人》西木正明著，文藝春秋出版[可疑]
6. ↑  ,   [2019-08-22], （原始内容存档于2019-04-13） （中文）
7. 1 2 3 4  黃宇和. . 台北市: 聯經出版. 2016. ISBN 978-957-08-4828-1.
8. ↑  黃宇和.  初版. 香港: 中華書局（香港）. 2015. ISBN 978-988-8310-67-8.